# Landschaftspark Belvedere
Der Landschaftspark Belvedere ist ein Kölner Park zwischen Müngersdorf und Bocklemünd. Er vervollständigt den Äußeren Kölner Grüngürtel und ist Teil eines der Korridore, die diesen mit dem Naturpark Rheinland verbinden.

## Geschichte

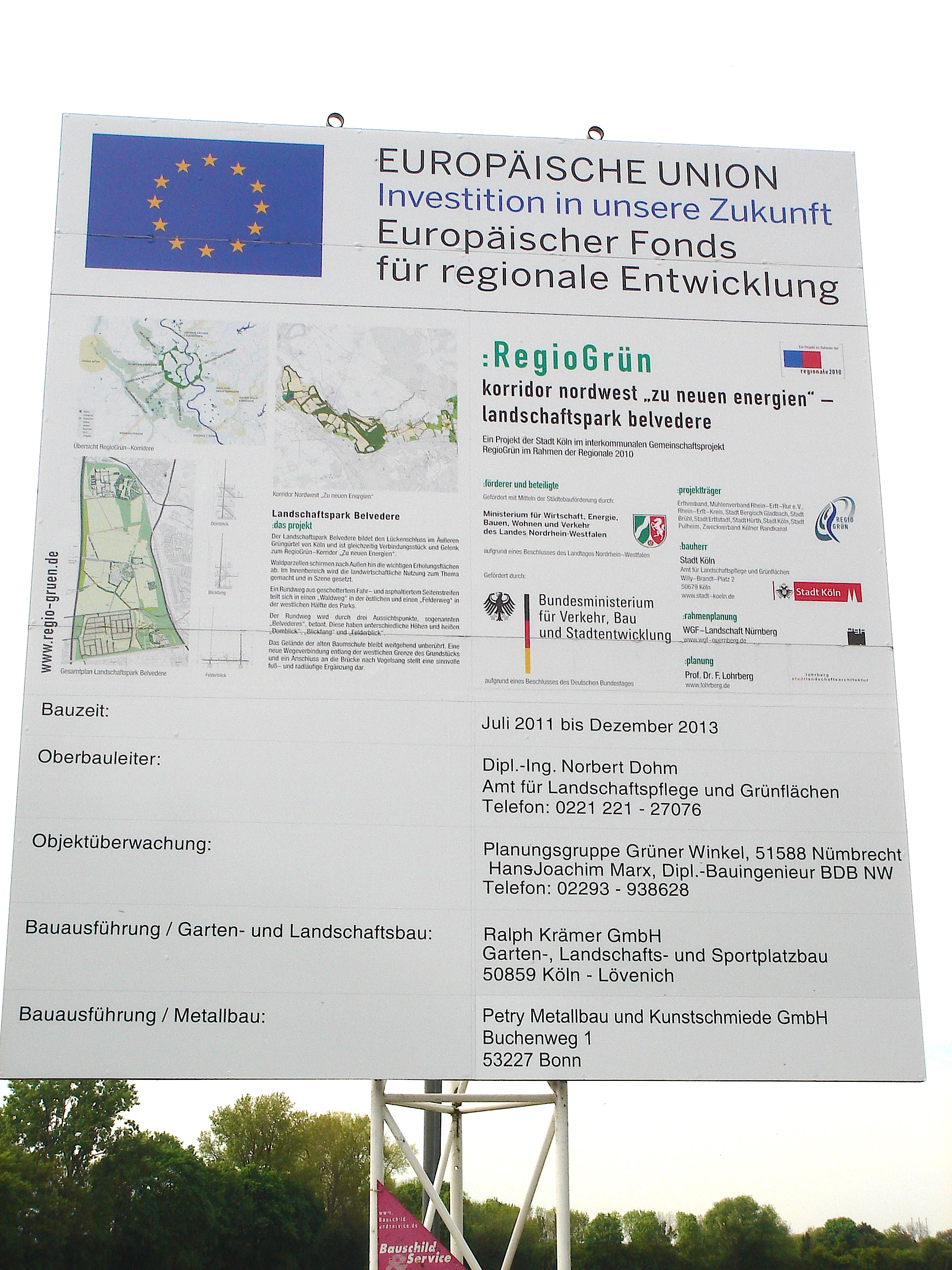
Bauschild

Das Ackerland im ehemaligen Rayon des Kölner Festungsrings wurde nach dessen Auflassung unter dem Oberbürgermeister Konrad Adenauer für den Kölner Grüngürtel reserviert. Das Land hatte bis dahin planungsrechtlichen Beschränkungen unterlegen, die noch von dem Rayon-Gesetz herrührten. Allerdings verhinderte der Zweite Weltkrieg einen vollständigen Ausbau des Grüngürtels, und beim Wiederaufbau geriet das Vorhaben aus dem Blickfeld. Erst als diese Flächen zu einem Gewerbegebiet umgewandelt werden sollten, bildete sich eine Bürgerinitiative. Über den Freundes- und Förderkreis zur Vollendung des Äußeren Grüngürtels unter der Schirmherrschaft von Adenauers Erben bekam diese prominente Unterstützung.
Namensgeber für den Landschaftspark wurde der älteste noch erhaltene Bahnhof Deutschlands, der ehemalige Bahnhof Belvedere. Die nach dem Bahnhof benannte Straße durchquert das Gebiet.
Über das Projekt RegioGrün der Regionale 2010 kamen dann die fehlenden Fördergelder zur Einrichtung eines neuen öffentlichen Parks. Projektpartner waren der Freundeskreis Landschaftspark Belvedere, das Max-Planck-Institut für Pflanzenzüchtungsforschung und die Stiftung Rheinische Kulturlandschaft.

## Besondere Bestandteile

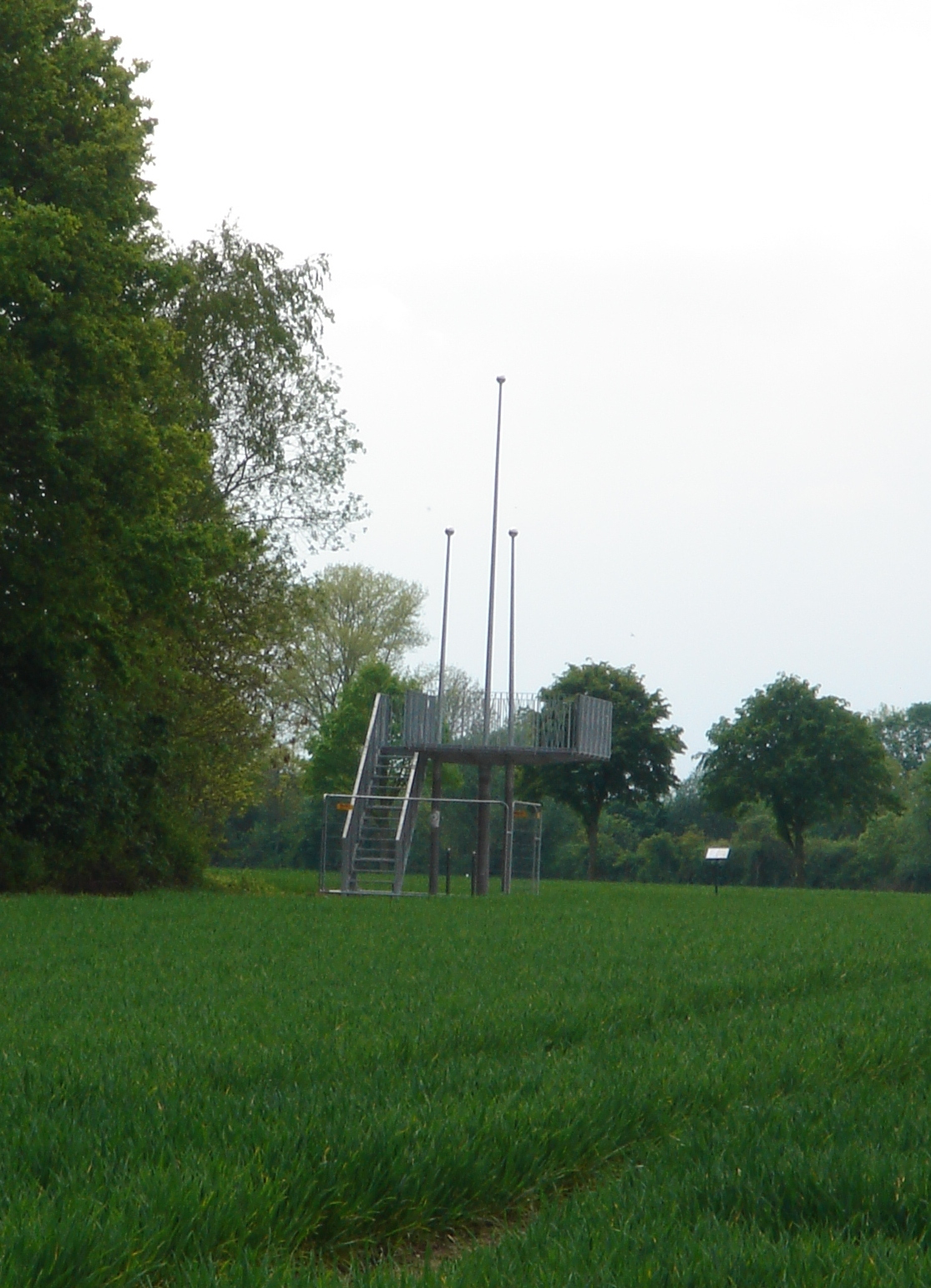
Aussichtsplattform Blickfang

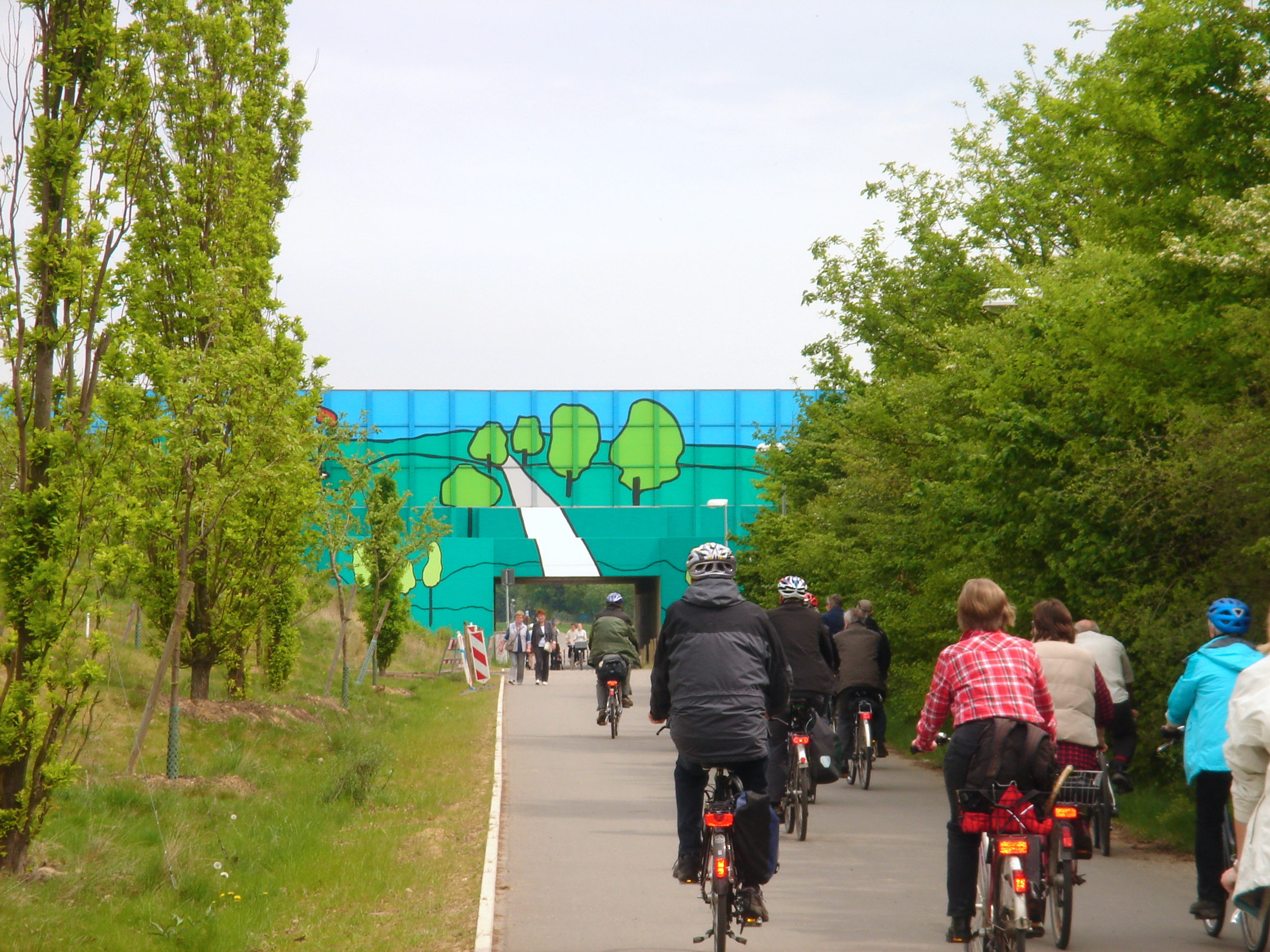
Fahrradstraße durch die Autobahn A1 als Tor zum Landschaftspark

Charakteristisch für den Landschaftspark sind die 2014 eingeweihten Aussichtsplattformen „Domblick“ (9 m hoch), „Ausblick“ (5,6 m hoch), „Blickfang“ (3 m hoch) und „Feldblick“ (nur 80 cm hoch). Die Edelstahlkonstruktionen wurden nicht durch einen Künstler erstellt, weshalb die drei Stangen nur Dekoration sind. Der Abschluss mit jeweils einer Kugel ist gewählt worden, damit sich keine Greifvögel diese Stangen als Stützpunkt wählen und damit bedrohten Vögeln den Lebensraum wegnehmen. Daneben führt eine Fahrradstraße durch den Park. Im Landschaftspark Belvedere sind einige Institutionen und Attraktionen angesiedelt:
- Bahnhof Belvedere
- WissenschaftsScheune
- Fort IV
- Freiluga, eine Freiluft- und Gartenschule im ehemaligen Zwischenwerk Va